# 愛甲氏
愛甲氏（あいこうし/あいこううじ）は、日本の氏族。相模国を本拠とする武家。 他流として、島津氏に従って九州に下向した大隅愛甲氏もある。

## 相模愛甲氏
12世紀の初めに、武蔵七党・横山党の山口隆兼が愛甲内記平大夫を殺害して、相模愛甲郡愛甲庄愛甲に進出した後、その一族が愛甲を称したといわれる。
愛甲季隆は元久2年（1205年）の畠山重忠の乱で、北条義時の軍に属して畠山重忠を射止め愛甲の名を高めたが、建暦3年（1213年）の和田合戦で和田義盛に味方して敗れ、季隆以下討死し没落した。末裔は14世紀末まで、地方豪族として存在していることが確認されるが、その後の動向は不明。

### 家系
```
横山資高

 　┃

山口光兼

 　┃
　
季兼

 　┣━━━━┓

愛甲義久
　
愛甲季隆

 　┃　　　　┃
　
広基
　　　
季通

 　┃　　　　┃
　
通季
　　　 某
```

## 大隅愛甲氏
建久年間に愛甲賢雄が、島津忠久の薩摩国下向に従って、大隅国桑原郡吉松郷に移り住んだとされる。愛甲一族は、島津家臣として江戸時代も続いた。